# Coleophora sudanella
Coleophora sudanella is een vlinder uit de familie kokermotten (Coleophoridae). De wetenschappelijke naam van deze soort is voor het eerst geldig gepubliceerd in 1916 door Rebel.
De soort komt voor in tropisch Afrika.